# Kamel Chafni
Kamel Chafni (Arabic: كمال الشافني, sinh ngày 11 tháng 6 năm 1982 ở Bordeaux) là một tiền vệ bóng đá người Maroc hiện tại thi đấu cho Al Hamriyah kể từ tháng 7 năm 2014.
Anh ra mắt lần đầu tiên cho Maroc trong trận đấu giao hữu trước Bénin ngày 20 tháng 8 năm 2008.